# عدنان الخوام
الشيخ عدنان الشيخ خوام بن عبد العباس آل فرهود ال جادر ال عساف  وهو زعيم قبلي عراقي يشغل منصب شيخ مشايخ بني زريج في مدينة الرميثة. يعد والده الشيخ خوام آل عبد العباس، أحد زعماء ثورة العشرين، وقاد فيما بعد ثورة في عام 1935.
شغل منصب عضو في الجمعية الوطنية الانتقالية المؤقتة عامي 2004 و2005، وكان عضوا في اللجة الاقتصادية والمالية في الجمعية.
الشيخ خوام - أبو سهلة - شيخ قبيلة بني زريج -
هو المرحوم الشيخ خوام بن عبدالعباس بن فرهود بن عساف بن جادر بن ابراهيم بن صافي بنمصال
الى .................................. 
حسين الاشحم ( الذي تتفرع منه عشائر الشحمان )  
والى محمد ( الذي تتفرع منه مياح ) والى ربيعة نزار معد عدنان -والمشجرات متوفرة في خزنةالاسرة
- ينتمي المرحوم الشيخ خوام - الى أسرة عريقة عرفت بكل مزايا وسمات الرجولة والشجاعةوالسجايا العظيمة أنها أسرة ال فرهود .
- وقد أسس هذه الاسرة النبيلة جدهم فرهود بن عساف الذي ابتدأت رئاسته العامة لبني زريج  في عام ١٢٧٥ هجرية
- توفي الشيخ فرهود عام ١٣١٥ - هجرية
مخلفآ خمسة رجال هم :.-
١- حسن آغا فرهود ٢- عبدالعباس فرهود ٣- ناجي ٤- غليم فرهود ٥- حمود فرهود ...
- توفي حسن آغا يوم ٢٥- رمضان ١٣٣٥ هجرية
خلف خمسة رجال هم :-
١- حطحوط ٢-كمال ٣-شنشول ٤- شندول ٥- جيثوم ٦- صيهود
- بعد وفاته اصبحت الرئاسة الى أخيه الشيخ عبدالعباس - ابو الشيخ خوام .
- والشيخ عبدالعباس شارك في معركة ثورة العشرين مشاركة فعالة وصار عضوآ في المجلسالتأسيسي - ومجلس النواب في دوته الثانية ١٩ آيار ١٩٢٨- الى تموز - ١٩٣٠ ..
- توفي الشيخ عبدالعباس - سنة ١٣٥٢ هجرية ١٩٣٣م ..... وخلف ستة رجال هم :-
١- خوام ٢- حاشوش ٣- غالب ٤- نجم ٥-بهلول ٦- مجبل
وصارت الرئاسة الى ولده الاكبر الشيخ خوام .....
- تتكون قبيلة بني زريج - من عدة عشائر .
١- ال مصال
٢- ال شويجه
٣- ال دخان
٤- ال التوم
٥- العواتي
٦- البو صالح
٧- العماريين
٨- أهل الهويشة
٩- الزرفات
١٠- الشبانات
١١-المراشدة
١٢- ال طواش
وكل عشيرة تتكون من افخاذ - وأسر - وعوائل
يطول الذكر - سنذكرها في -  ثورة خوام
- ولد بخت بني زريج المرحوم الشيخ خوام -
ابو سهلة ( سهلة لقب اطلق عليه لان عندما يكرم او اي شيء كان  يقول سهلة - وتماشى اللقبمعه واصبح ملازمآ له )
- ولد في اليوم الاول من شهر تشرين من عام ١٨٨١م
ورضع من قيم أبناء الازرق السامية النبيلة في رعاية أب عالي الهمة شديد المراس صلب الرأيطاهر الثوب سامق النجاد فكان هذا اليوم مشهودآ
في العوجة والرميثة عمومآ  ( العوجة تطلق على اعوجاج النهر ودخوله اراضي بني زريج البوحسان الظوالم البو جياش )
- كان الشيخ خوام - ابو سهلة
طويل القامة صارمآ وسيم الطلعة طلق المحيا ممتلئ همة كان يقدس الصدق كريمآ ويختلففي كرمه ويحسن النكته ويقولها في موضعها يستشهد بكلامه بحكم واقوال وامثله منتقاه منشعراء الجاهلية والاسلام والمحدثين ويستعين بأمثال البلغاء والحكماء ..........
- تزوج المرحوم الشيخ خوام - بست نساء ...
١- ام محمود - وهي بنت حسن آغا .
٢- ام الشيخ عدنان - وحاتم - ورياض - وعلي - وحسين - وهي من عشيرة الزرفات .
٣- ام ثامر - من عمير .
٤- ام مالك - من البو معيبر .
٥- ام عبدالحسن - ومهدي - من ال غليم .
اعقب الشيخ خوام - عشرة رجال وهم :-
١- محمود ابنه الاكبر - مواليد١٨٩٥  - توفي ١٩٧٩
٢- مالك خوام           - مواليد  ١٩٢٥ - توفي ٢٠٠٦
٣- عبدالحسن خوام  - مواليد ١٩٢٧ - توفي ١٩٨١
٤- مهدي خوام          - مواليد ١٩٢٩ - توفي ١٩٩٩
٥- ثامر خوام          - مواليد ١٩٤١ - له طول العمر
٦- الشيخ عدنان      - مواليد ١٩٤٤ - له طول العمر
٧- حاتم خوام         - مواليد ١٩٤٦ - له طول العمر
٨- رياض خوام        - مواليد ١٩٤٧ - له طول العمر
٩- علي خوام          - مواليد ١٩٥٥ - له طول العمر
١٠- حسين خوام.     - مواليد١٩٥٧ - له طول العمر
- للكرم عند الشيخ خوام فلسفة خاصة ....
يقول - ليس العبرة في انك تجود بما تملك وبما تستطيع
بل كيف تحفظ للمحتاج ماء وجهه اي انه لاعبرة لكرم يقوم على اساس ( الطلب ) فمن يطلبيكون قد باع ماء وجهه
ومن أكرم فقد اشترى
وبذلك اصبحت العملية بيع وشراء
ولكن من ينبغي وجه الله ينبغي ان يعطي بلا ضجيج وان يعطي قبل ان يسأل ...
ملاحظة :- سنترك الحديث عن ثورة خوام ١٩٣٥
الى جزء الثاني الخ.......وكذلك حياته البرلمانية .....
للنتقل الى وفاة المرحوم الشيخ خوام - ابوسهلة
لنكمل البحث الخاص ببعض جزيئات السيرة ....
- كان يوم الاربعاء الثاني من جمادى الثانية سنة ١٣٨٧ هجرية
المصادف السادس من أيلول عام ١٩٦٧ م
يومآ عصيبآ مكفهرآ كئيبآ .... يومآ مشهودآ في حياة محبي الشيخ خوام - ابو سهلة
مع صباح هذا اليوم يفتقدون اخآ وصديقآ وأبآ حنونآ
كان يمر عليهم في جنح الظلام حاملآ اليهم كل ماوقعت عليه يداه .... هاهم يفتقدون الرجلالمؤمن الذي كان يمر على جميع جوامع الرميثة والسماوة
مصليآ ومتصدقآ
وسرى خبر النعي في العراق سريان النار في الهشيم فصعق الناس مما سمعوا .....محمولآ علىرؤوس الاصابع ...... من مستشفى عبدالمجيد حسين في الكرادة الشرقية ببغداد ....  الىالنجف الاشرف
- البحر ينكص يبو محمود ونت ازود
- يابزر السيادة وايا خلف فرهود
- عمر الراح منك كون ارده اردود
- جبتيه يالدنيا وحلتي عليه ...............
- كما اكرمه الله سبحانه وتعالى في حياته
اكرمه بالذكر الطيب  والمدفن العظيم
فقد دفن رحمه الله في السرداب مع
الامام عليه السلام  - وادم - ونوح - عليهم السلام
واصبح ضجيع الامام علي ع وادم ونوح عليهم السلام
- ياراحلآ للخلد انت مخلد
- في جنة المأوى وطابت مسكنا
- وسعدت اذ جاورت مهجة حيدر
- حيآ كما جاورت حيدر مدفنا
حقيقة هذا بعض من سيرته التعريفية المعطاء
وسيلحق بكيفية الثورة وماهيتها
ودور بني حجيم
والشيخ منشد ال حبيب
والشيخ ناهي ال حمادي ابو مزيهر
والشيخ سلطان ال ولع
منذ بداية الثورة - الى اعتقاله وحكمه بالاعدام
الى حلبجه - الى حرق المضيف بالطائرات
الى انتفاضة بني حجيم للتخفيف الحكم من الاعدام الى المؤبد الى الافراج - الخ.............
وبعض العناوين التي سنذكرها
رحم الله الشيخ خوام - ابو سهلة
ورحم الله امواتكم
م.ص ثورة خوام ١٩٣٥